# Родинно-обрядові пісні
Родинно-обрядові пісні — найдавніші за походженням, пройшли багатовіковий розвиток і побутують у народі до наших днів. Родинно-обрядові пісні супроводжують людину все життя — від народження й до смерті. 

## Цикли
Цикли: 
- весільні;
- колискові;
- плачі й голосіння.

## Зміст понять
Найрізноманітнішим серед родинно-обрядових пісень є весільний цикл. Він органічно входить у весільне дійство, що умовно можна поділити на дві частини — до шлюбу та після. 

Весільні пісні — це пісні, які виконуються під час шлюбного обряду. У піснях першої частини дійства — ліричний образ молодої, яка прощається з дівочим життям, родиною, подругами, передчуваючи тяжку долю в чужій сім’ї. Особливо багатий на пісні обряд розплітання дівочої коси. Основним змістом другої частини є вітання молодих, побажання їм щастя, здоров’я, добробуту. В процесі весілля лунають різноманітні жартівливі пісні, так звані передирки, — вокальні змагання між дружками, світилками, боярами, свахами. Деякі з весільних пісень («Ой чоботи, чоботи ви мої», «Дівчино моя, переяславко») тісно увійшли в народний побут і продовжують жити поза весільним обрядом. 

Колискові пісні як жанр суто ліричний втілюють насамперед почуття матері до дитини, думи про її майбутнє, висловлюють прагнення оберегти її від тяжкого життя, побажання вирости здорового, стати сильною, красивою, хороброю. У колискових піснях — проста мелодія, розмірений ритм, специфічна дитяча лексика з наявністю зменшувально-пестливих слів. Найпопулярніші персонажі цих творів — сон, дрімота, кіт, голуб. У деяких піснях розкривається внутрішній стан жінки-матері, світ її почуттів і переживань.  
Наступний різновид родинно-обрядового фольклору — плачі й голосіння: їх виконували в поховальному обряді у формі прощальних речитативів. Останнім часом вони втрачають свої ритуальні ознаки й перетворюються на прощальні промови.

Обрядові пісні сьогодні не можна розглядати лише як пам’ятки давнини, що донесли до нас поступовий процес виникнення й розвитку характерних національних рис українського фольклору. Вони не втратили своїх гуманістичних та естетичних можливостей і ще довго служитимуть справі виховання нових поколінь.